# Fagyalos
Fagyalos (korábban Medvegyóc, ukránul Медведівці [Medvegyivci]) falu Ukrajnában, Kárpátalján, a Munkácsi járásban.

## Fekvése
Munkácstól északnyugatra, Beregsárrét, Oroszkucsova, Bereghalmos és Nagymogyorós közt fekvő település.

## Nevének eredete
Neve személynév eredetű. Családnévből keletkezett. Jelentése szerint: Egy Medve nevű ember faluja.

## Története
Nevét 1557-ben említette először oklevél Medwefalwa néven, 1570-ben pedig Meduefalua néven említették. A nevéből következtetve magyar alapítású falu volt.
Mai Fagyalos nevét 1904-ben fagyallal sűrűn benőtt erdeiről kapta.
1910-ben 467 lakosából 5 magyar, 8 német, 447 ruszin volt. Ebből 459 görögkatolikus, 8 izraelita volt.
A trianoni békeszerződés előtt Bereg vármegye Latorcai járásához tartozott.